# Anabate à grands sourcils
Anabazenops dorsalis
Espèce
Répartition géographique
Statut de conservation UICN

LC : Préoccupation mineure
L’Anabate à grands sourcils (Anabazenops dorsalis) est une espèce d'oiseaux de la famille des Furnariidae. Cette espèce vit dans les Andes, de la Colombie à la Bolivie, et dans deux zones situées en Amazonie.

## Systématique
Le nom valide complet (avec auteur) de ce taxon est Anabazenops dorsalis (P.L.Sclater & Salvin, 1880).
L'espèce a été initialement classée dans le genre Automolus sous le protonyme Automolus dorsalis P.L.Sclater & Salvin, 1880,.
Ce taxon porte en français le nom vernaculaire ou normalisé suivant : Anabate à grands sourcils.

## Publication originale
- (en + la) P. L. Sclater et O. Salvin, « On New Birds Collected by Mr. C. Buckley in Eastern Ecuador », Proceedings of the Zoological Society of London, Londres, ZSL, vol. 1880,‎ 1880, p. 155-161 (ISSN 0370-2774, OCLC 1779524, BNF 32843178, lire en ligne).